# Arenas de Iguña
Arenas de Iguña là một đô thị thuộc cộng đồng tự trị Cantabria, Tây Ban Nha. Theo điều tra dân số năm 2007, đô thị này có dân số là 1.927 người.

## Biến động dân số
| 1900  | 1910  | 1920  | 1930  | 1940  | 1950  | 1960  | 1970  | 1980  | 1990  | 2000  | 2005  |
| ----- | ----- | ----- | ----- | ----- | ----- | ----- | ----- | ----- | ----- | ----- | ----- |
| 2.414 | 2.499 | 2.225 | 2.607 | 2.729 | 2.812 | 3.041 | 2.763 | 2.599 | 2.374 | 2.041 | 1.897 |

Fuente: INE

## Các thị trấn
- Arenas de Iguña (Thủ phủ)
- Bostronizo
- Cohiño
- Las Fraguas
- Los Llares
- Palacio
- Pedredo
- San Cristóbal
- San Juan de Raicedo
- San Vicente de León
- Santa Águeda
- La Serna de Iguña